# Intel 80386EX

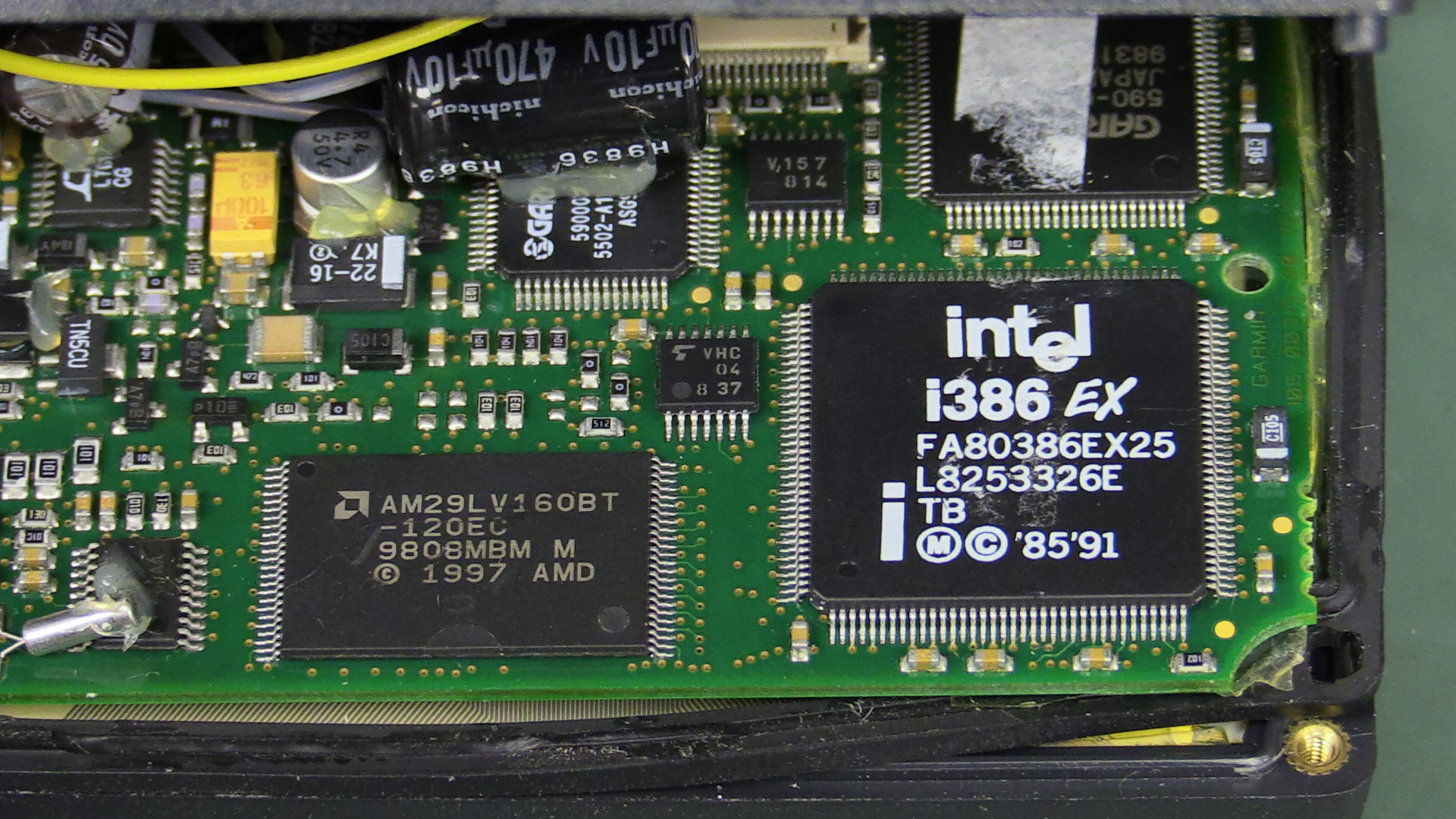
Un Intel 80386EX dans un récepteur GPS Garmin GPS III+.

L'Intel 80386EX  (386EX) est une variante du microprocesseur Intel 386 conçu pour les systèmes embarqués. Lancé en août 1994, il a eu un grand succès sur le marché. Il a été utilisé à bord de plusieurs satellites en orbite et les microsatellites.